# Monoblastus caudatus
Monoblastus caudatus là một loài tò vò trong họ Ichneumonidae.